# Беруні (станція метро)
41°20′43″ пн. ш. 69°12′24″ сх. д. / 41.34528° пн. ш. 69.20667° сх. д.
«Беруні» (узб. Beruniy) — кінцева станція Узбекистонської лінії Ташкентського метрополітену. Наступна станція — «Тінчлік».

## Історія
Станція відкрита 30 квітня 1991 року в складі дільниці Беруні — Чорсу. Назву отримала на честь Аль-Біруні.

## Конструкція
Односклепінна станція мілкого закладення з однією острівною прямою платформою, має два підземних вестибюлі.

## Колійний розвиток
Станція має оборотні тупики.

## Оздоблення
Станція оздоблена в національних традиціях Узбекистану: платформовий зал оздоблено за допомогою куполів покритих візерунками з мармуру. На станції встановлено кришталеві люстри, причому всі — у вестибюлі, в стінах сходи, і в залі виконані в єдиному стилі (художник Ш. Жалілова). Внутрішнє оздоблення стін станції виконано із застосуванням мармуру, граніту, металу, скла, порцеляни.